# Tássia Camargo
Maria Aparecida Pereira Anastásio (sinh ngày 29 tháng 1 năm 1961) là một nữ diễn viên, đạo diễn và nhà sản xuất người Brazil.

## Tiểu sử
Tássia Camargo đã tham gia vào một số bộ phim, vở kịch, sê-ri và telenigsas. Khi Camargo 17 tuổi, sự nghiệp của cô bắt đầu trong nhà hát dưới sự dạy dỗ của đạo diễn Antunes Filho vào năm 1978. Năm 2016, với cảnh tượng của Eugène Ionesco, cô tham gia sân khấu với Edi Botelho dưới sự chỉ đạo của Ney Latorraca.
Vai diễn truyền hình đầu tiên của Tássia Camargo là trong một telenovela từ Rede Bandeirantes, nơi cô xuất hiện trong Os Adolescentes. Tássia Camargo là người dẫn chương trình đầu tiên của Vídeo Show trong năm đầu tiên vào năm 1983.
Tássia Camargo cũng đã miêu tả các nhân vật Marlene từ O Salvador da Pátria, Elisa từ Tieta và Marina da Glória từ Escolinha do Giáo sư Raimundo.
Năm 2006, Tássia Camargo đóng vai Lucília trong telenovela Vidas Opostas trong Rede Record, đã giành được Troféu Imprensa. Tuy nhiên, Tássia Camargo đã bị đuổi khỏi phim trường ngay sau đó, do vấn đề hành vi trên trường quay. Cô bị cho là hung hăng với đội ngũ sản xuất và chiến đấu với nữ diễn viên nổi tiếng Jussara Freire.

## Cuộc sống cá nhân
Tássia Camargo là mẹ của hai cậu bé: Pedro và Diego. Cô đã kết hôn được 11 năm với nhạc sĩ Marinho Boffa, một công đoàn kết thúc vào năm 1996, ngay sau cái chết của cô con gái hai tuổi Maria Júlia, một nạn nhân của rubella bẩm sinh muộn. Tássia Camargo bắt đầu một chiến dịch chống lại tiên lượng không chính xác của căn bệnh nói trên đã cướp đi mạng sống của con gái cô.